# António Cândido Ribeiro da Costa
António Cândido Ribeiro da Costa (S. Faustino de Fridão, Amarante, 29 de Março de 1850 – Amarante, 9 de Novembro de 1922), conhecido por António Cândido, foi um professor e político português, que no seu tempo ganhou fama de extraordinário orador parlamentar, ficando conhecido por "A Águia do Marão".
Era filho natural de Ana Joaquina Ribeiro, tendo o seu pai, o padre José Joaquim da Costa Pinheiro, abade da freguesia de Candemil, assumido a sua paternidade só em 1885. Nasceu em em São Faustino de Fridão, concelho de Amarante.
Primeiramente destinado à vida eclesiástica, frequentou o curso de Teologia no Seminário Conciliar de S. Pedro de Braga de 1867 a 1870, que concluiu em Maio de 1871. Não foi porém ordenado sacerdote e, em vez disso, inscreveu-se Faculdade de Direito da Universidade de Coimbra.
Licenciou-se em Direito pela Universidade de Coimbra e também em Teologia pela mesma Universidade. Doutorou-se em Direito em 1878 e foi nomeado professor catedrático em 1881.
Esteve ligado ao grupo dos Vencidos da Vida, juntamente com Eça de Queirós, Ramalho Ortigão, Oliveira Martins, Guerra Junqueiro, entre outros.
Exerceu diversificados papéis na vida pública. Como político, filiou-se no Partido Progressista, pelo qual foi deputado nos mandatos de 1880–1881, 1884–1887 e 1887–1889. Em 1888 abandonou o seu partido por discordâncias políticas, exercendo então o cargo de Procurador Régio, para que antes havia sido nomeado. Em 1890, porém, regressou ao seu partido. Foi um defensor da descentralização administrativa e da representação proporcional, dando relevo ao papel das minorias.
Foi Ministro do Reino em 1890–1891, conseguindo sufocar a Revolta de 31 de Janeiro de 1891 e procedendo, depois, serenamente ao apuramento de responsabilidades. Foi nomeado Par do Reino em 1891, tomando assento na respectiva Câmara, de que foi eleito presidente em 1905. Entre os seus protegidos contou-se então o tenente de Artilharia Sidónio Pais, que graças a ele conseguiu em 1898 evitar ser enviado para Moçambique, podendo assim concorrer ao lugar de lente substituto de Matemática na Universidade de Coimbra.
Foi também presidente da Academia Real das Ciências.
Quando da Revolução de 5 de Outubro de 1910, exercia igualmente, desde 1898, o cargo de Procurador-Geral da Coroa, do qual foi afastado pela República, sucedendo-lhe então Manuel de Arriaga como Procurador-Geral da República. Abandonou em seguida a vida política, colaborando na imprensa monárquica.
A 13 de Março de 1902, sendo Conselheiro de Sua Majestade Fidelíssima, Par do Reino, Procurador-Geral da Coroa e Fazenda e Ministro de Estado Honorário, foi-lhe ainda concedido o título de Conselheiro de Estado (Diário do Governo, n.º 60, 15 de Março de 1902).
Encontra-se colaboração da sua autoria na revista A Leitura (1894–1896), no semanário O Thalassa (1913–1915) e no periódico O Azeitonense (1919–1920).
Foi homenageado com uma estátua em Amarante.

## Obras
- Principios e questões de philosophia politica (Vol. I)
- Principios e questões de philosophia politica (Vol. II)(eBook)